# 虞哲光
虞哲光（1906年—1991年），笔名于执，男，江苏无锡人，中国美术电影导演，木偶皮影艺术家。

## 生平
1925年，虞哲光于上海美术专科学校毕业后返回无锡，在无锡一所小学中担任劳作课教师。自1932年起，开始涉足民间木偶戏的研究创作，并于翌年创作了木偶戏《卧薪尝胆》和《原始人》两部剧作，并在校内完成试演。1942年，虞哲光回到上海并创办沪上首个木偶剧团，并将《原始人》一剧整理后正式公映。此后，虞哲光又创编多部木偶剧作，如《黑天鹅》、《长恨歌》、《史可法》等。其中《长恨歌》于1948年被美籍华裔制片人翁庄兴、黄嘉思看中，并摄制成彩色电影，并配以英语和法语后在欧美地区放映，
1949年7月，虞哲光作为木偶艺术家出席了在北平举行的中华全国文学艺术工作者代表大会。1950年起，虞哲光开始致力于木偶剧的电影片创作，并在上海美术电影制片厂编排了多部木偶题材的美术电影，如《崂山道士》、《东郭先生》、《粗心的小胖》等。1953年，他又组织民间木偶剧团与捷克木偶剧团进行交流演出。1960年，在虞哲光的建议下，以红星木偶剧团为基础，组建了上海市第一个专业木偶剧团，上海木偶皮影剧团。平时，虞哲光经常指导中福会少年宫、静安区少年宫等的儿童木偶戏排练。进入1980年代，中国木偶皮影艺术学会成立，虞哲光被选为首任会长。此外，虞哲光还是中国电影家协会名誉理事，中国戏剧家协会理事，全国少年儿童文化艺术委员会委员，中国美术家协会会员，上海市文学艺术界联合会委员。

## 著作
- 《木偶戏艺术》
- 《皮影戏艺术》